# Ntjam Rosie
Ntjam Rosie (artiestennaam van Rosie Ernst-Boei) (Sonkoe (Kameroen), 18 maart 1983) is een Kameroens-Nederlandse jazzzangeres.
Rosie groeide tot haar negende jaar op in haar geboorteland Kameroen. Hierna emigreerde ze naar Nederland, waar ze in Rotterdam ging wonen. Na haar middelbare school werd ze aanvankelijk afgewezen bij kunstvakhogeschool Codarts in haar woonplaats. Nadat ze een vervolgens gestarte andere studie had afgebroken, werd ze echter alsnog aangenomen en studeerde ze met vlag en wimpel af.
In 2008 verscheen haar debuutalbum Atouba met eigen composities, die een mengeling zijn van jazz, soul en pop met invloeden van Afrikaanse muziek. De stijl van haar tweede album Elle uit 2010 verschoof meer richting jazz, maar de Afrikaanse invloed bleef duidelijk merkbaar. Dit album geldt als haar doorbraak en zorgde voor internationale bekendheid. In 2011 speelde ze op het North Sea Jazz Festival. In 2013, rond haar dertigste verjaardag, verscheen haar derde studioalbum At the Back of Beyond, waarop wederom jazz en soul domineerden.
In 2015, een jaar na haar huwelijk, bracht ze het door haarzelf geproduceerde album The One uit, waarop onder meer Eric Vloeimans en Ronald Snijders te horen zijn. In 2017 verscheen haar album Breaking Cycles.

## Albums
- Atouba (2008)
- Elle (2010)
- Live at Grounds (2012)
- At the Back of Beyond (2013)
- The One (2015)
- Breaking Cycles (2017)
- Family & Friends (2020)
- Home Cooking (2021)
- Elle (Reworked) (met SMANDEM.) (2023)

- MusicBrainz: d2fbd96c-0b0d-471e-bd33-7003b172b888
- Virtual International Authority File: 73155563989013001239